# Adventus (церемонія)

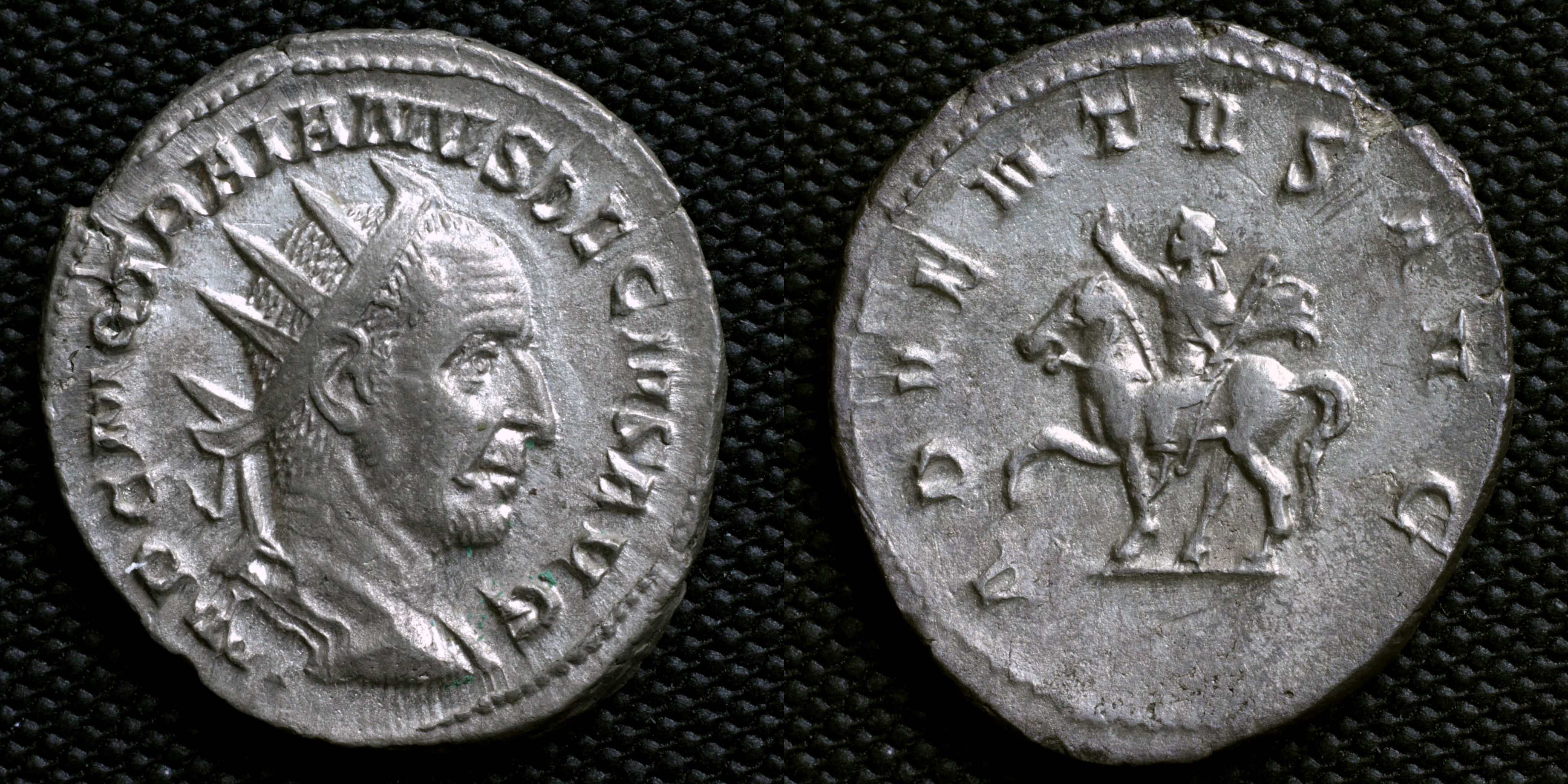
Монета на честь adventus імператора Деція

Урочистий в'їзд імператора (лат. adventus — «пришестя, прихід») — в Стародавньому Римі та Східній Римській імперії церемоніальний в'їзд до столиці імператора. Являв собою урочистий релігійний ритуал, що відзначався як державне свято. Також — урочиста зустріч в'їзду в місто імператора, правителя провінції чи іншої високопосадової особи.
Святкували урочистий в'їзд Римського імператора (або іншого вельможі) не лише до Рима чи Константинополя, але й з інших імператорських столиць. Як правило такі святкові в'їзди відбувались з нагоди якоїсь вдалої військової кампанії або перемоги.
Протилежною (за змістом, але не значенням) урочистою святковою церемонією був виїзд імператора з Рима — profectio.

## Історія
Adventus був святковою церемонією в Римській імперії, під час якої імператора офіційно урочисто приймали при в'їзді в місто (не тільки до столиці) під час або після військової кампанії чи військового походу.

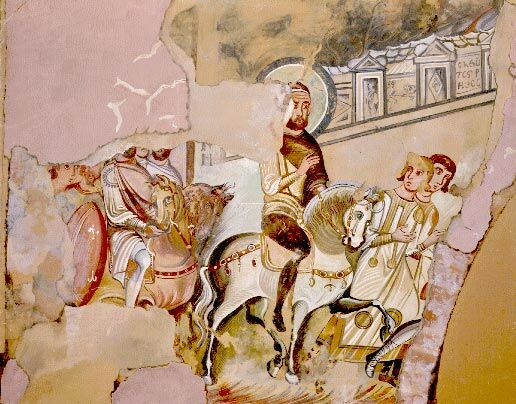
Фреска з Базиліки св. Дмитра, Салоніки

Цей термін також використовується для позначення художніх зображень (зазвичай у рельєфній скульптурі, фресках, монетах) таких урочистих церемоній.
У пізній імперії церемонія могла влаштовуватися на честь прибуття в місто патріарха, єпископа або святих реліквій. Згідно з традицією, що склалась в епоху еллінізму, ритуал «в'їзду» включав два основних елементи: зустріч правителя громадянами перед міськими воротами (occursus, synantesis, hypantesis) і наступні дії правителя в місті, перш за все — улаштування для мешканців свят і фінансування громадських споруд. В церемонію візантійського adventus входили також акламації й читання панегіриків.
До нашого часу збереглося не багато зображень церемонії в'їзду в предметах мистецтва. Такими є монета імператора Гая Траян Деція, на честь його повернення до Рима 250 р.
Прикладами іконографії adventus є зображення на арці Галерія в Салоніках і зображення на арці Костянтина в Римі. Пізніший приклад, що відноситься до правління імператора Юстиніана II, зображений в базиліці Святого Дмитра.
Традиція проведення церемоній adventus знайшла своє продовження у Середньовічній та Ранньомодерній Європі, зокрема в зображеннях які використовували т.з. «римську» іконологію, щодо такої урочистості, як Королівський в'їзд в місто.
В українській історії добре відомий тріумфальний в'їзд Богдана Хмельницького до Києва, після його перемог над поляками.